# Gotmar II
Gotmar II fou bisbe de Girona en dates discutides entre 941 i 951.

## Biografia
Gotmar fou abat de Sant Cugat del Vallès i escollit bisbe de Girona cap al mes de juny de 944. En aquesta data apareix esmentat com a bisbe electe a un document que dona fe de l'elecció d'Hildesind, fill de Tassi, com a abat del monestir de Sant Pere de Rodes. Posteriorment, el 7 de juliol de 944 apareix en un precepte reial com a bisbe de Girona, sense el qualificatiu de electe.
Flórez esmenta que Sulpici Pontich el situa com a canonge de Girona ja al 922 quan apareix esmentat, amb altres religiosos, al Llibre verd dels feus que recull un privilegi del rei Carles el Simple a petició del bisbe Guigó de Girona. Flórez discuteix l'inici de seu episcopat, que segons una carta del Papa Lleó VII als monjos de Ripoll datada al 938 on s'esmenta a Gotmar com a bisbe de Girona, tres anys abans de la data de l'episcopologi de les Constitutiones Synodales (941), document desacreditat pel Pare jesuïta Masdeu. En un cartulari del monestir de Sant Pere de Rodes hi ha constància de la visita al rei Lluís d'Ultramar per part del monjo Tassi queixant-se del marquès Sunifred, el comte Guifré per les disputes de propietat amb els monestirs de Banyuls i Sant Policarp. Guifré i Sunifred al seu torn amb l'assentiment de Gotmar suplicaren al rei que rebés el monestir de Roda cosa que succeí el 9 de juliol del vuitè any del seu regnat (943/944). El 15 de juny del 947 consta que un llec i un canonge, respectivament Gotmar i Miró, que l'historiador Étienne Baluze (1630-1718) suposa el mateix que fou més tard bisbe de Girona, consagraren l'església del Castro Finestres, dedicada a Santa Maria. L'any 950 donà llicència per a l'establiment del Monestir de Camprodon. Al Llibre verd de Girona consta una permuta de terre entre el bisbat i una noble anomenada Rayuldis, que donà terres en el lloc citat com Villamagni per unes a Domeny (1 de març de 949). Durant l'episcopat de Gotmar es reberen alous a Maniculos i Figueres amb mil sous per a l'església de Sant Pere al monestir de Camprodon. L'emperador Lluís de França a súplica de Guifré confirmà el canvi. El 951 Gotmar nomenà el primer abat del monestir, Jaufred, qui marxà el 955 de pelegrinatge.
La darrera notícia que es té de Gotmar és el 31 de gener de 951 en que consagrà l'església de Santa Coloma de Farners però és possible que el seu pontificat s'allargués fins a 954, data en què fou elegit bisbe de Girona Arnulf.